# Micoureus alstoni
Marmosa alstoni là một loài động vật có vú trong họ Didelphidae, bộ Didelphimorphia. Loài này được J. A. Allen mô tả năm 1900. Loài này sống trên cây và hoạt động về đêm, nằm ở những khu rừng từ Belize tới miền bắc Colombia. Thức ăn chính của nó là côn trùng và trái cây, nhưng nó cũng có thể ăn động vật gặm nhấm nhỏ, thằn lằn, và trứng chim. Trước đây được đặt trong chi Micoureus, nhưng đã được chuyển thành một phân chi Marmosa in 2009.